# Abdoulaye Wade
Abdoulaye Wade (Kébémer, 29. svibnja 1926.), treći predsjednik afričke države Senegal.
Završio je škole te se prije ulaska u politiku bavio akademskim radom. Predavao je pravo u Francuskoj te bio dekan Pravnog i Ekonomskog fakulteta na Sveučilištu u Dakru. Ima dva doktorata, jedan iz prava, drugi iz ekonomije.
Po vjeri je musliman sunit, blizak sufijskim bratstvima.Ima ženu Vivian i dvoje djece, sina koji se brine za Organizaciju islamske konferencije i kćer koja je nastupala u mnogim relijima Pariz-Dakar. Vjeruje se da ima još djece, ali da su mu ovo dvoje jedina zakonita.
Na samitu Organizacije afričkog jedinstva u Mogadišu 1974. predložio je predsjedniku Senghoru osnivanje nove stranke. Leopold se složio, te je iste godine osnovana Senegalska demokratska stranka. Prije nego što je izabran za predsjednika 2000. godine, natjecao se za taj položaj čak četiri puta. Često je uhićivan, čak i optužen za ubojstvo potpredsjednika Ustavnog vijeća, ali je optužba odbačena. Sudjelovao je u radu Vlade, ali je iz nje i izlazio.
Preuzeo je dužnost 1. travnja 2000., a nedavno je izabran za još jedan mandat koji po novom Ustavu traje 5, a ne 7 godina. Sudjelovao je na sumitu kojem je cilj bio osnivanje Sjedinjenih država Afrike. Drugi put za predsjednika je prisegnuo pred mnogo afričkih vođa i oko 60.000 gledatelja.